# Wanna Brito
Wanna Helena Brito Oliveira (Macapá, 12 de julho de 1996) é uma atleta paralímpica brasileira.

## Biografia e carreira
Brito é natural de Macapá. Ela nasceu com paralisia cerebral ocasionada pela falta de oxigenação no cérebro no momento do parto. A atleta é graduada em fisioterapia.
Brito iniciou no esporte através da natação no ano de 2018 e, já no final de 2019, migrou para o atletismo por incentivo de seu técnico. Sua primeira competição foi o Meeting Paralímpico Macapá em 2020. Nesta competição, ela estabeleceu a melhor marca nacional no arremesso de peso ao alcançar 5,99 metros, sendo essa também a terceira melhor marca mundial nesta prova na classe F32. No mesmo torneio, estabeleceu ainda o recorde no lançamento de disco, com 11,84 metros.
No Grand Prix de Marrakech, a amapaense foi ouro na classe F32 do lançamento de peso com a marca de 6,83 metros e também foi prata no lançamento de club com a marca de 21,14 metros.
Em maio de 2023, durante a segunda fase do Circuito Loterias Caixa de atletismo, Brito quebrou dois recordes das Américas no arremesso de peso e no lançamento de club da classe F32. No arremesso, ela atingiu 6,98 metros e quebrou uma marca que havia sido estabelecida há 14 anos pela argentina Marilu Romina Fernandez, que arremessou 5,14 metros em junho de 2009 em um campeonato realizado em Paris, na França. Já no club, a atleta lançou 22,01 metros e superou a marca da mexicana Shantal Cobos Soltero, que havia lançado 21,05 metros em julho de 2022, no México. Tais resultados a levaram à 1.ª posição no ranking mundial do arremesso de peso e 2.ª posição no lançamento de club em sua classe. Já em julho de 2023, no Mundial de Atletismo Paralímpico, conquistou a prata no arremesso de peso e ficou em quinto lugar no lançamento de club.
Ganhou ouro no Mundial de Atletismo Paralímpico no Japão, em 14 de maio de 2024, batendo o recorde da prova com a marca de 26,66 metros.